# Liesbeth de Vries
Liesbeth de Vries (Groningen, 1950) is een Nederlands oncoloog. Ze is als hoogleraar medische oncologie verbonden aan de Rijksuniversiteit Groningen.

## Biografie
Liesbeth de Vries promoveerde in 1982 aan de Rijksuniversiteit Groningen op het proefschrift Clinical and laboratory aspects of acute leukaemia. In 1997 werd zij benoemd tot hoogleraar medische oncologie aan diezelfde universiteit en werd ze hoofd van de afdeling medische oncologie van het Universitair Medisch Centrum Groningen. Ze is in Nederland de eerste vrouwelijke hoogleraar in deze discipline en tevens de eerste vrouw die in een Nederlands universitair medisch centrum aan het hoofd van de afdeling medische oncologie staat.
In 2002 werd ze lid van de afdeling natuurkunde van de Koninklijke Nederlandse Akademie van Wetenschappen. Nadien werd ze lid van de Raad voor Medische Wetenschappen. In 2009 ontving ze een prijs van de European Society for Medical Oncology. In 2010 werd ze voor een periode van vijf jaar benoemd tot academiehoogleraar. Het jaar erop ontving ze een ERC Advanced Grant voor haar project OnQview. Met dit project wordt onderzoek gedaan naar het toepassen van niet-radioactieve moleculaire afbeeldingen van tumorlaesies, zodat er een zo goed mogelijke selectie van medicijnen tegen kanker gemaakt kan worden. Ze werkt binnen dit project samen met Jennifer Herek, hoogleraar aan de Universiteit Twente. In 2014 ontving ze de Prof. dr. P. Muntendamprijs, die wordt uitgereikt aan mensen die zich ingezet hebben voor de kankerbestrijding.